# Coda (album)
Coda – kompilacja niepublikowanych wcześniej utworów zespołu Led Zeppelin, wydana w 1982, dwa lata po jego rozpadzie. Wydawnictwo to klasyfikowane jest jako album studyjny. Znalazły się na nim głównie utwory odrzucone z poprzednich albumów. Powodem publikacji płyty był prawdopodobnie podpisany kontrakt zobowiązujący grupę do wydania kolejnej płyty.
Na portalu Rate Your Music określono go jako reprezentującego m.in. gatunki hard rock, folk rock i blues rock.

## Lista utworów
1. „We’re Gonna Groove” (James A. Bethea,  Ben E. King) – 2:38
2. „Poor Tom” (Page, Plant) – 3:02
3. „I Can’t Quit You Baby” (Willie Dixon) – 4:18
4. „Walter’s Walk” (Page, Plant) – 4:31
5. „Ozone Baby” (Page, Plant) – 3:35
6. „Darlene” (Bonham, Jones, Page, Plant) – 5:07
7. „Bonzo’s Montreux” (Bonham) – 4:18
8. „Wearing and Tearing” (Page, Plant) – 5:29

Edycja CD (1993)
1. „Baby Come On Home” (Bert Berns, Page, Plant) – 4:30
2. „Travelling Riverside Blues” (Robert Johnson, Page, Plant) – 5:11
3. „White Summer”/„Black Mountain Side” (Page) – 8:01
4. „Hey Hey What Can I Do” (Bonham, Jones, Page, Plant) – 3:55

## Twórcy
- Jimmy Page – gitara elektryczna, gitara akustyczna, wstawki elektroniczne, producent
- Robert Plant – śpiew, harmonijka ustna
- John Paul Jones – gitara basowa, instrumenty klawiszowe
- John Bonham – perkusja
- Peter Grant – producent
- Stuart Epps – inżynier dźwięku
- Andy Johns – inżynier dźwięku
- Eddie Kramer – inżynier dźwięku
- Vic Maile – inżynier dźwięku
- Leif Mases – inżynier dźwięku
- John Timperley – inżynier dźwięku